# Claudine Hermann
Claudine Hermann, all'anagrafe Rodrigues Claudine Germaine (Parigi, 19 dicembre 1945 – Villejuif, 17 luglio 2021), è stata una fisica e attivista francese, professore onorario all'École Polytechnique. Era vicepresidente della piattaforma European Platform of Women Scientists (EPWS).

## Biografia
Figlia di un farmacista, ha studiato all'École normale supérieure de jeunes filles e si è laureata nel 1965. Ha completato i suoi studi di dottorato all'Università Diderot di Parigi, con una tesi su l'antimoniuro di gallio .  È stata nominata docente presso l'École Polytechnique nel 1980. Ha tenuto lezioni di fisica dei semiconduttori.

## Ricerca e carriera
Hermann è stata la prima donna ad essere nominata professoressa all'École Polytechnique nel 1992. Ha lavorato sulle proprietà ottiche dei solidi, in particolare sulla fotoemissione di elettroni polarizzati. Ha sviluppato tecniche per misurare otticamente la risonanza di spin nei semiconduttori. Ha trascorso un anno come ricercatrice presso l'Università di Nagoya nel 1998. Ha dimostrato la massa efficace del foro (0,051) dell'arseniuro di indio e gallio.
Ha ottenuto il valore del fattore g di Landé g = -0,44, molto diverso dal valore nel vuoto g = 2 per gli elettroni nell'arseniuro di gallio, importante per la fisica dello spin nel regime quantistico di Hall.

### Appoggio alle donne in fisica
Accanto alla sua ricerca sulla Fisica della materia condensata, Hermann si era impegnata per migliorare l'ambiente di lavoro per le donne operanti nell'ambito della fisica. Nel 1999 è stata nominata nel gruppo di Helsinki dell'Unione europea per le donne e la scienza, di cui ha fatto parte fino al 2006. Ha co-fondato la piattaforma Femme & Sciences insieme a Huguette Delavault nel 2000 È stata una componente del gruppo di esperti che ha prodotto il rapporto ETAN sulle donne nel mondo accademico per l'Unione europea nel 2000. Hermann è stata la Presidente d'onore della Piattaforma Europea delle Donne Scienziate.

## Opere
- Physique des semi-conducteurs, con Bernard Sapoval, Paris, Ellipses, 1991 ISBN 978-2-729-89065-0.
- Physique statistique et illustrations en physique du solide, Éditions de l'École Polytechnique, 2003 ISBN 978-2-7302-1022-5[4]
- Les enseignantes-chercheuses à l'université : demain la parité ? avec Huguette Delavault, Noria Boukhobza, Claudine Hermann, Corinne Konrad ISBN 978-2-747-53157-3.
- Que faire pour que les filles fassent des sciences?, con Véronique Slovacek-Chauveau, Cahiers pédagogiques, nº 467,[16].
- Femmes et sciences, en Europe et en France, Sciences, nº 2, 2001, ISSN 0151-0304 (WC · ACNP)
- Women and Science in France, con Françoise Cyrot-Lackmann, Jeanne Peiffer e Hélène Rouch, Neelam Kumar, Gender and Science, Studies across Cultures, Fondation Books Delhi, Cambridge University Press Pvt. Ltd. India, 2012. ISBN 978-81-7596-925-4
- Les femmes et la science, une vieille histoire de stéréotypes, La tête au carré, con Sophie Robert, Anne Pépin, 13 febbraio 2014[17].
- Statistical Physics: Including Applications to Condensed Matter, Springer New York (2010)[18]